# Paul Gjesdahl
Paul Gjesdahl, född 22 november 1893 i Fredrikshald, död 14 augusti 1969 i Oslo, var en norsk författare.
Gjesdahl avlade magisterexamen 1919, var medarbetare i Dagbladet 1919–1930, i Tidens Tegn 1930–1937 och i Arbeiderbladet från 1937. Gjesdahl, som främst ägnade sig åt litteratur- och teaterkritik, var från 1945 ordförande i Det litterare råd, vice ordförande i norska radions programråd från 1946 och ordförande i Statens teaterråd från 1946. Han utgav novellsamlingarna Eksperimentet (1931) och Tre menn forteller (1935).